# Kostel svatého Václava (Šluknov)
Kostel svatého Václava ve Šluknově je římskokatolický farní kostel, pravděpodobně již v pořadí třetí stavba na témže místě. Barokní sakrální stavba byla postavena v letech 1711–1722, přičemž její využívání začalo roku 1714. Plány vytvořil lipovský stavitel Zacharias Hoffmann (1678–1754) a zapracoval do nich připomínky rakouského architekta Johanna Bernharda Fischera z Erlachu (1656–1723). V roce 1922 se stal kostel arciděkanským a od roku 1966 je chráněn jako kulturní památka.
Jednolodní stavba stojí na obdélníkovém půdorysu a zakončuje ji půlkruhově uzavřený presbytář směřující na severovýchod. Stěny zdobí zdvojené pilastry, po stranách hlavního vchodu stojí sochy svatého Pavla a Jana Křtitele. Na hlavním oltáři je umístěn obraz Zavraždění svatého Václava z konce 18. století od Jana Jiřího Schmidta. Na brankách a konzolách stojí sochy svatého Víta, Ludmily, Prokopa a Vojtěcha. Boční oltáře jsou zasvěceny Jezulátku, Nejsvětějšímu Srdci Ježíšovu, svaté Barboře, Panně Marii a svatému Janu Nepomuckému. Na jesličkách o rozměrech 6 × 2 metry se podílela řada betlémářů ze Šluknovského výběžku. Varhany z let 1939–1940 od žitavské firmy Andreas Schuster & Sohn disponují 47 rejstříky, třemi manuály, pedálem a více než třemi tisíci píšťalami.
Na zrušeném hřbitově, jenž se rozprostíral kolem kostela, se dochovala řada klasicistních náhrobků, včetně několika prací drážďanského sochaře Franze Pettricha (1770–1844). Severně od něj stojí sochy svatého Vojtěcha, Jana Nepomuckého a Prokopa, přenesené ke kostelu z různých částí města. Před farou z roku 1842, umístěnou východním směrem, stojí socha svatého Václava.

## Historie
Šluknov je poprvé písemně zmiňován, v roce 1281, jak uvádí Lužický kodex (Codex diplomaticus Lusatiae Superioris). V této době již pravděpodobně stál ve vsi kostel neznámé podoby a zasvěcení, přestože je jeho existence nepřímo potvrzena až v polovině 14. století. 

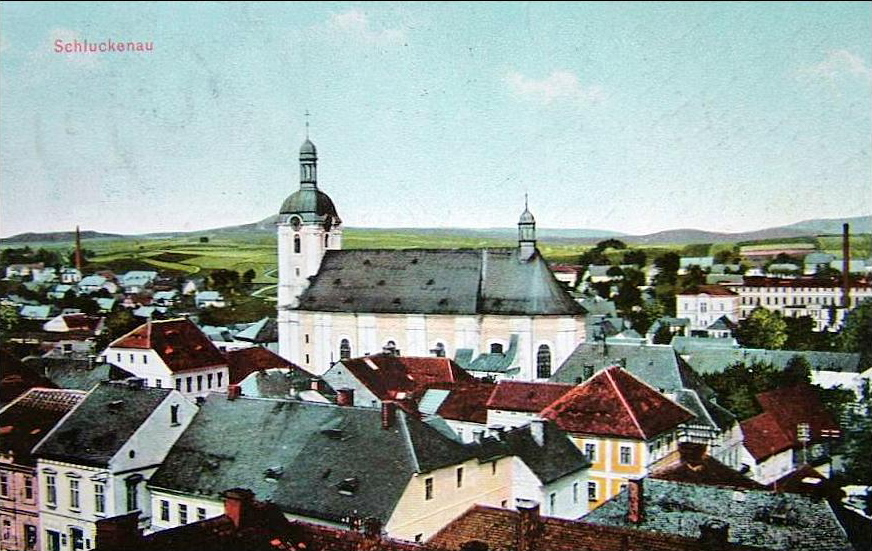
Kostel na historické pohlednici z roku 1916

První známý držitel hohnsteinského panství Hynek I. Berka z Dubé na Hohnsteině († kolem 1361) uvedl roku 1359 do šluknovského kostela prvního známého kněze Johannese von Hohlen. Tehdy již ke šluknovské farnosti náležely také vsi Císařský a Rožany. V druhé polovině 16. století se na šluknovském panství prosadila reformace a kostel sloužil evangelickým bohoslužbám. Rekatolizaci započali Mansfeldové, kteří vlastnili panství od roku 1623. Dokončena byla v polovině 17. století. Patrně ještě původní kostel roku 1634 shořel při velkém požáru města. Obnova byla v době třicetileté války obtížná, proto teprve v roce 1647 vyrostla nová věž a roku 1650 byl nákladem 18 tisíc zlatých dostavěn celý kostel. Než došlo k dokončení stavby, konaly se bohoslužby v zámecké kapli. Kostel spolu s farností připadl roku 1655 k nově založené litoměřické diecézi. I tuto sakrální stavbu, v pořadí patrně již druhou, zničil požár. Stalo se tak v červnu roku 1710 a mše svaté se musely opět konat na zámku, v létě pod velkou lípou v zámecké zahradě.
Přípravy na stavbu nového barokního svatostánku zasvěceného svatému Václavovi začaly ještě téhož roku. Iniciátorem a hlavním donátorem stavby se stal majitel panství hrabě Filip Zikmund z Ditrichštejna (1651–1716). Původní plány vypracoval lipovský stavitel Zacharias Hoffmann (1678–1754) a na žádost hraběte do nich zapracoval připomínky rakouského architekta Johanna Bernharda Fischera z Erlachu (1656–1723). Ten navrhl úpravy fasád a výstavbu nové věže (původní plán počítal se zakomponováním věže, která přečkala požár). Stavební práce začaly roku 1711 a vedl je Zacharias Hoffmann, tesařské práce zajišťoval Andreas Brener, autorem klenby se stal patrně Octavio Broggio (1670–1742). K bohoslužebným účelům začala stavba sloužit již roku 1714 přesto, že nebyly dokončené věže. Sanktusová věž pochází z roku 1715, práce na hlavní věži začaly v roce 1717 a měly být dokončeny až roku 1722. Po dokončení byl roku 1722 kostel povýšen na děkanský. V následujících letech dostal postupně nové vybavení, jako oltáře či zvony. Roku 1804 a znovu 1823 se v klenbě objevily trhliny, které si vyžádaly stavební úpravy. Během obou světových válek podlehly zvony rekvizicím; o téměř všechny barokní zvony přišel kostel roku 1917. Nové vyrobila roku 1922 zvonařská dílna bratří Ulrichů, zanikly však o dvacet let později v průběhu druhé světové války. V roce 1922 byl kostel povýšen na arciděkanský. Poslední opravy proběhly na konci 20. století.
Kostel svatého svatého Václava vlastní Římskokatolická farnost – arciděkanství Šluknov. Stavba je od roku 1966 vedena jako kulturní památka. Pravidelné bohoslužby slouží arciděkan Pavel Procházka. Poutní mše svatá se koná 28. září na svátek patrona kostela svatého Václava.

## Popis

### Exteriér

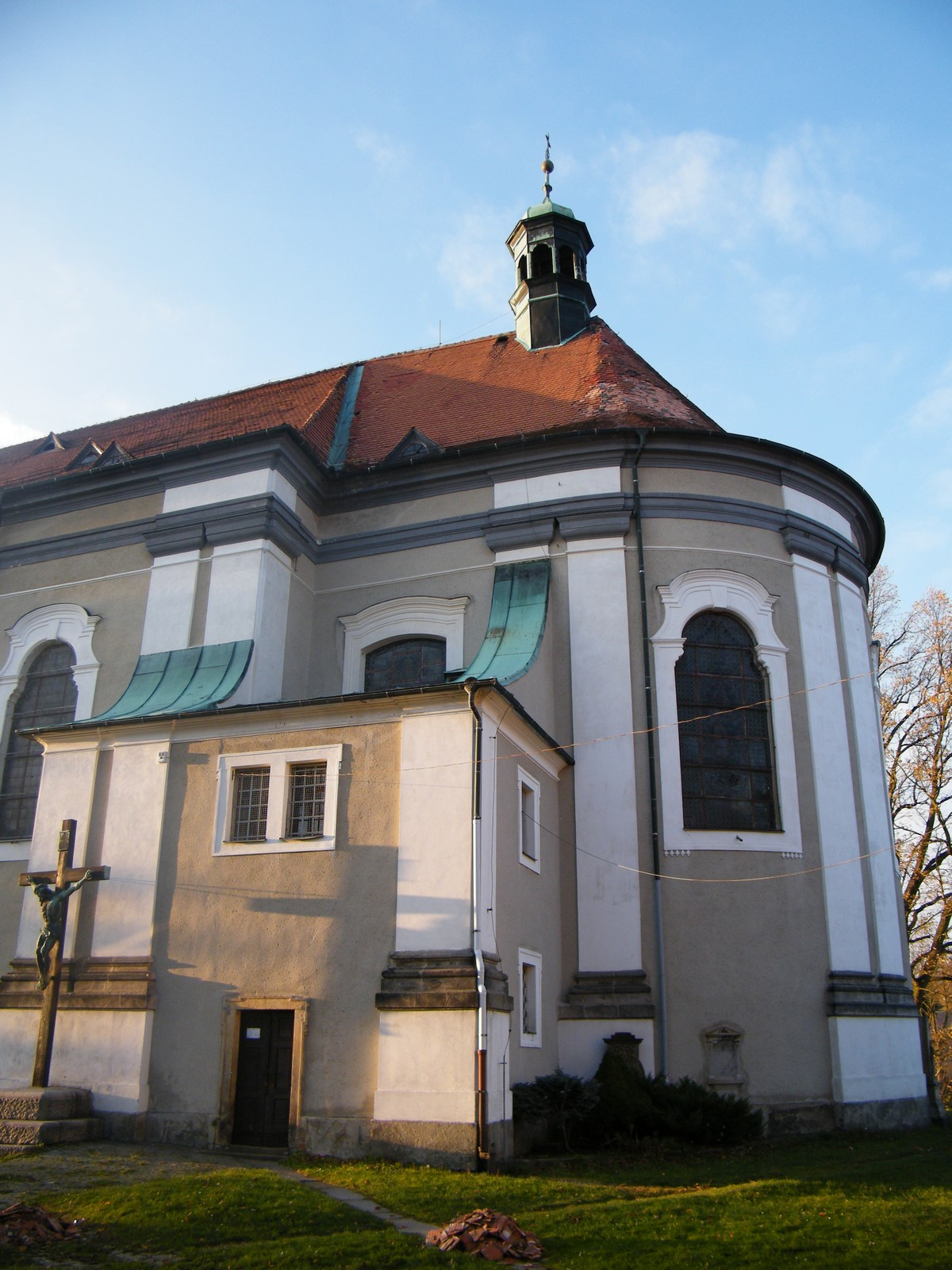
Detail presbytáře

Jednolodní barokní sakrální stavba stojí na obdélníkovém půdorysu, polokruhově zakončený presbytář směřuje na severovýchod. Boční fasády lodi člení vysoké stupňovité sokly, na něž navazují sdružené pilastry zakončené kompletním kladím, které obepíná celou stavbu. Okna završuje odsazený, polokruhově zakončený záklenek doplněný šambránou přecházející v nadokenní římsu. Hlavní vstup v jihovýchodní stěně zdobí portál se splávkovou římsou, po jehož stranách stojí pozdně barokní sochy svatého Jana Křtitele a svatého Pavla. Do jihozápadního průčelí je začleněna hranolová věž s podchodem klenutým valenou klenbou. Její nároží zdobí pilastry, okna jsou obdélná, zakončená polokruhovým obloukem. V podchodu je umístěna prázdná nika, ve které stála socha svatého Václava z první poloviny 19. století. Boční stěny doplňuje obdélná sakristie při severozápadní stěně a předsíň s oratoří v patře při jihovýchodní stěně. Ve zdech lodi a presbytáře jsou zazděné klasicistní náhrobky.

### Interiér
Loď je sklenuta třemi vzájemně oddělenými poli valené klenby s lunetami, paprsčitě zakončený presbytář taktéž valenou klenbou s lunetou. Stěny a pilíře člení pilastry, štuková výzdoba pochází z doby výstavby kostela a představují ji především páskové a akantové ornamenty. Zděný kůr přechází v dřevěné galerie, místy třípatrové. Mobiliář pochází především z druhé poloviny 18. století a z přelomu 18. a 19. století. Klasicistní hlavní oltář z konce 18. století zdobí obraz Zavraždění svatého Václava od Jana Jiřího Schmidta. Na starších brankách stojí sochy svatého Víta a svaté Ludmily. Pod okny presbytáře jsou umístěny prosklené rakve s figurínami svaté Inocencie a svatého Inocencia. Na konzolách stojí sochy svatého Prokopa a svatého Vojtěcha z druhé čtvrtiny 18. století. Autory sochařské výzdoby jsou šluknovský sochař Franz Bienert a českokamenický Josef Klein, který rovněž zhotovil původní hlavní oltář, boční oltáře a křtitelnici. Moderní obětní stůl, ambon a kříž jsou vyrobeny z taveného zlatavého skla a pozlacené oceli. Vyrobil je Ateliér Vitraj a 28. července 2018 je posvětil litoměřický biskup Jan Baxant. Do té doby používaný obětní stůl pocházel z předchozího kostela. Novodobá křtitelnice napodobuje klasicistní předlohu, původní dřevěné víko zdobí velká skupina zobrazující Křest Páně. Bohatě zdobenou kazatelnu doplňují postavy evangelistů a na stříšce socha Krista Vládce. Klasicistní boční oltáře pocházejí z přelomu 18. a 19. století a jsou na nich umístěny mladší sochy Jezulátka a Nejsvětějšího srdce Ježíšova. Naproti hlavnímu vchodu stojí oltář svaté Barbory, který pochází z druhé čtvrtiny 18. století a zdobí jej sochy svaté Barbory, svatého Josefa, svatého Jáchyma a svaté Anny Samotřetí. Dva protějškové oltáře pocházejí z druhé třetiny 18. století a zdobí je socha Madony a obraz svatého Jana Nepomuckého. Obraz Sen svatého Jakuba z roku 1737 od Václava Vavřince Reinera (1689–1743), umístěný původně na zdi lodi, je od roku 2003 vystaven v Galerii a muzeu litoměřické diecéze. Do zdi jsou zasazeny dva kamenné náhrobky, renesanční figurální z roku 1548 (hrob Ernsta ze Schleinitz) a nápisový z roku 1664. Z původních zvonů pocházejících z 18. století se v hlavní věži dochoval pouze jeden. Dochované jesličky byly poprvé postaveny na Vánoce roku 1921 a později je doplnily nové figury a útěk do Egypta. Podklad je dlouhý 6 metrů, široký 2 metry a figury dosahují výšky 20 až 25 centimetrů. Na jesličkách se podílela řada betlémářů Šluknovského výběžku, jako Franz Rosche (1885–1944), Anton Wendler (1897–1972) či Franz Schütz (1906–2000).

### Varhany
Šluknovský kostel vlastnil varhany nejpozději v 16. století. Ty prokazatelně existovaly roku 1616, postavil je patrně šluknovský varhanář a kantor Benignus Weindt (asi 1580–1650), zanikly však při požáru. Kostel z roku 1650 obdržel nové varhany neznámých dispozic, na kterých roku 1698 pracoval českokamenický mistr Tobias Fleck (je možné, že je také sestavil). I tento nástroj zničil požár a v ještě nedokončeném kostele jsou k roku 1719 zmíněny pravděpodobně provizorně pořízené varhany. Zcela nové, na místní poměry veliké, postavil v letech 1736–1737 mistr Franz Fassmann (1697–1760) z Prahy. Celkem obsahovaly 22 rejstříků: 12 hlavní stroj, 6 pozitiv v zábradlí a 4 pedál. Hrací stůl byl vestavěný v podstavci a varhaník tak seděl zády k oltáři. Bohatě štafírovanou skříň zdobily tři sochy. Nástroj procházel pravidelnou údržbou až do roku 1879, kdy cvikovský varhanář Heinrich Schiffner (1853–1938) postavil nové, na svou dobu moderně pojaté varhany. Ty disponovaly 29 rejstříky ve dvou manuálech a pedálu a celkem obsahovaly 1 780 píšťal. Hojně pochvalovaný nástroj začal brzy vykazovat nedostatky, které roku 1890 přestavbou odstranila budyšínská firma Hermann Eule. Poslední varhany pocházejí z let 1939–1940. Za cenu 40 tisíc říšských marek je dodala žitavská firma Andreas Schuster & Sohn. Nástroj s elektropneumatickou trakturou patří k největším v Čechách, disponuje 47 rejstříky ve třech manuálech a pedálu a více než třemi tisíci píšťalami, z nichž některé pocházejí z předchozích Schiffnerových varhan.

## Okolí kostela
Kostel obklopuje někdejší hřbitov, zrušený po roce 1844, kdy začal být na jižním okraji města na svahu Křížového vrchu (391 m) postupně budován nový městský hřbitov. Dochovala se řada klasicistních náhrobků z konce 18. a počátku 19. století, mezi nimi i práce drážďanského dvorního sochaře Franze Pettricha (1770–1844). Severně od kostela stojí sochy svatých Vojtěcha, Jana Nepomuckého a Prokopa, které sem byly postupně přeneseny z původních umístění na území města, a také Bienertův kříž, spojující význam zbožného zastavení a funerální památky. Mohutný litinový kříž na kamenném soklu dal zbudovat obchodník s obilím Franz Bienert roku 1853 nad hrobem své první ženy. Východním směrem navazuje na hřbitov areál historizující fary postavené poté, co se stará budova roku 1842 rozpadla. V její zahrádce je umístěna socha svatého Václava, původně instalovaná v podchodu věže kostela. Západně od kostela stála farní škola, která podlehla demolicím v období po druhé světové válce.

## Galerie

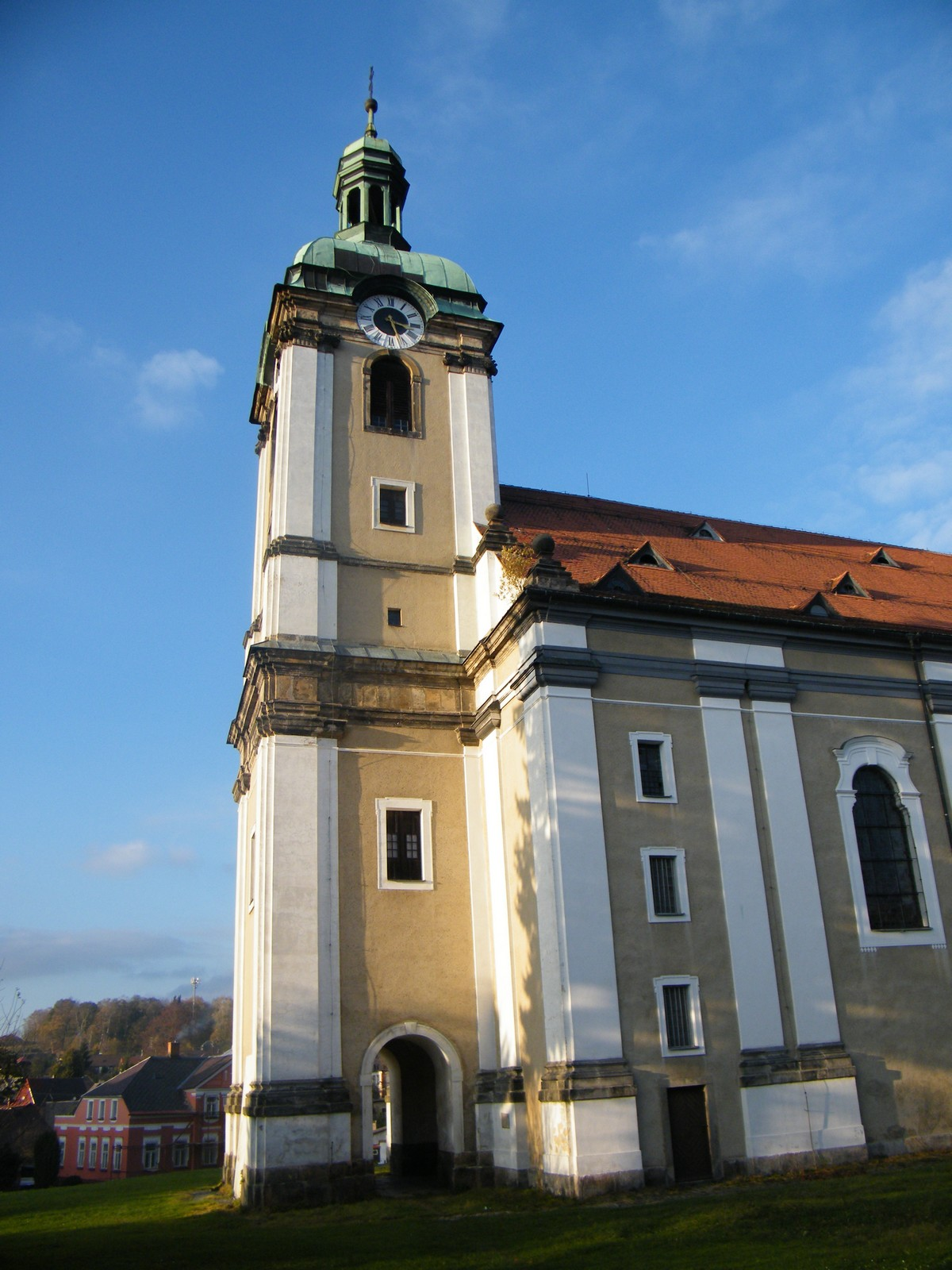
Věž a část jihovýchodní stěny
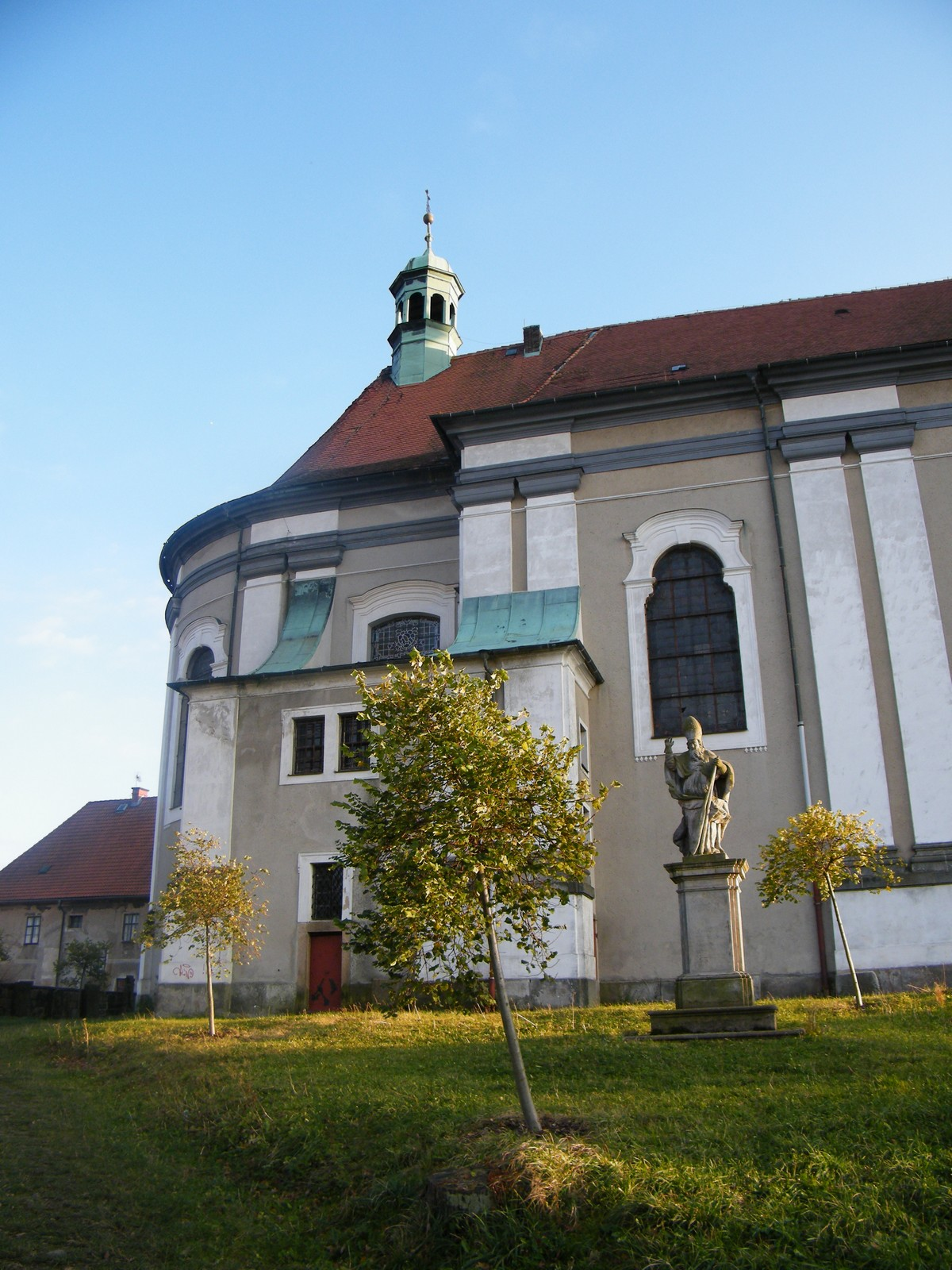
Presbytář od severu
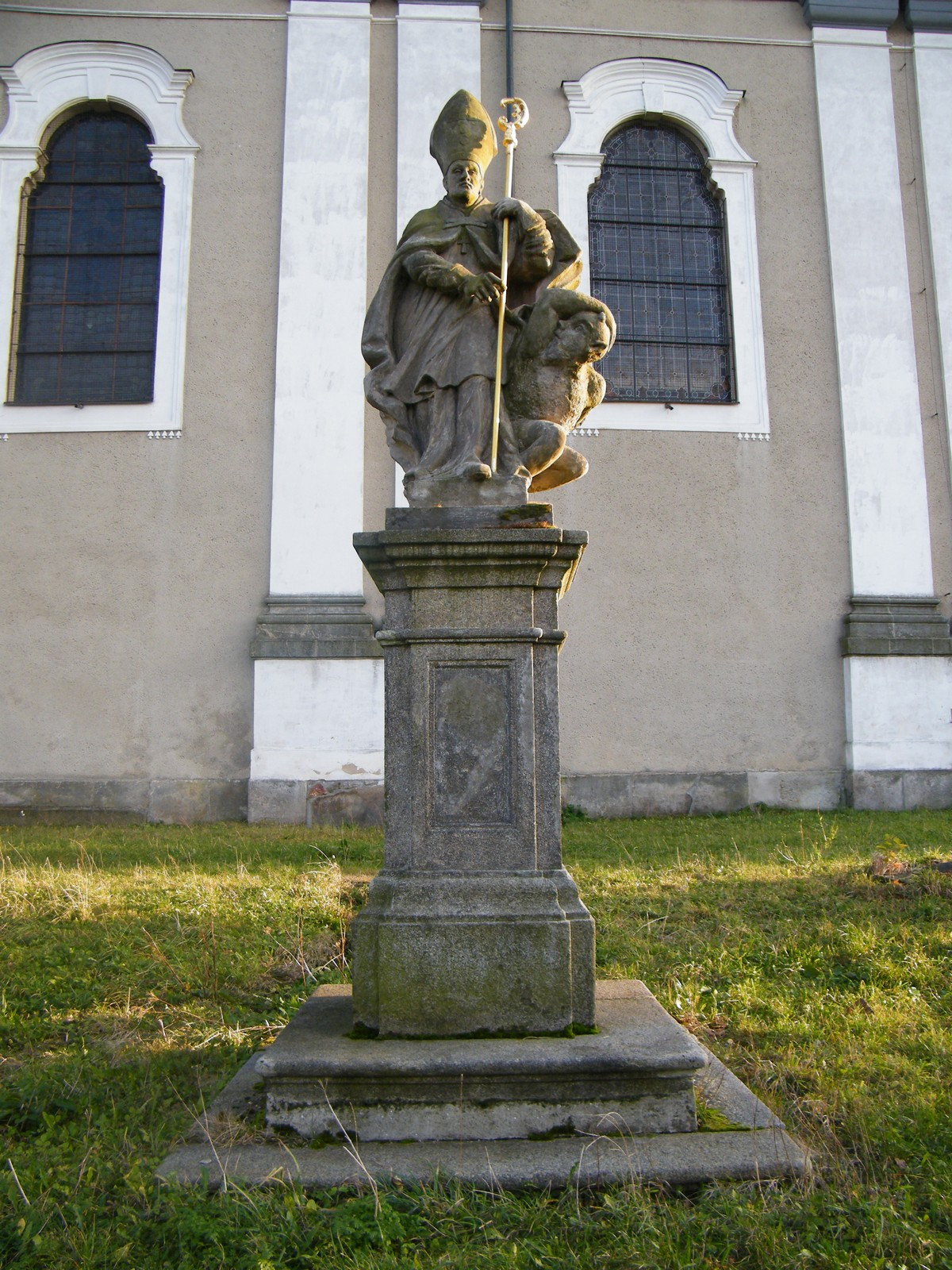
Svatý Prokop
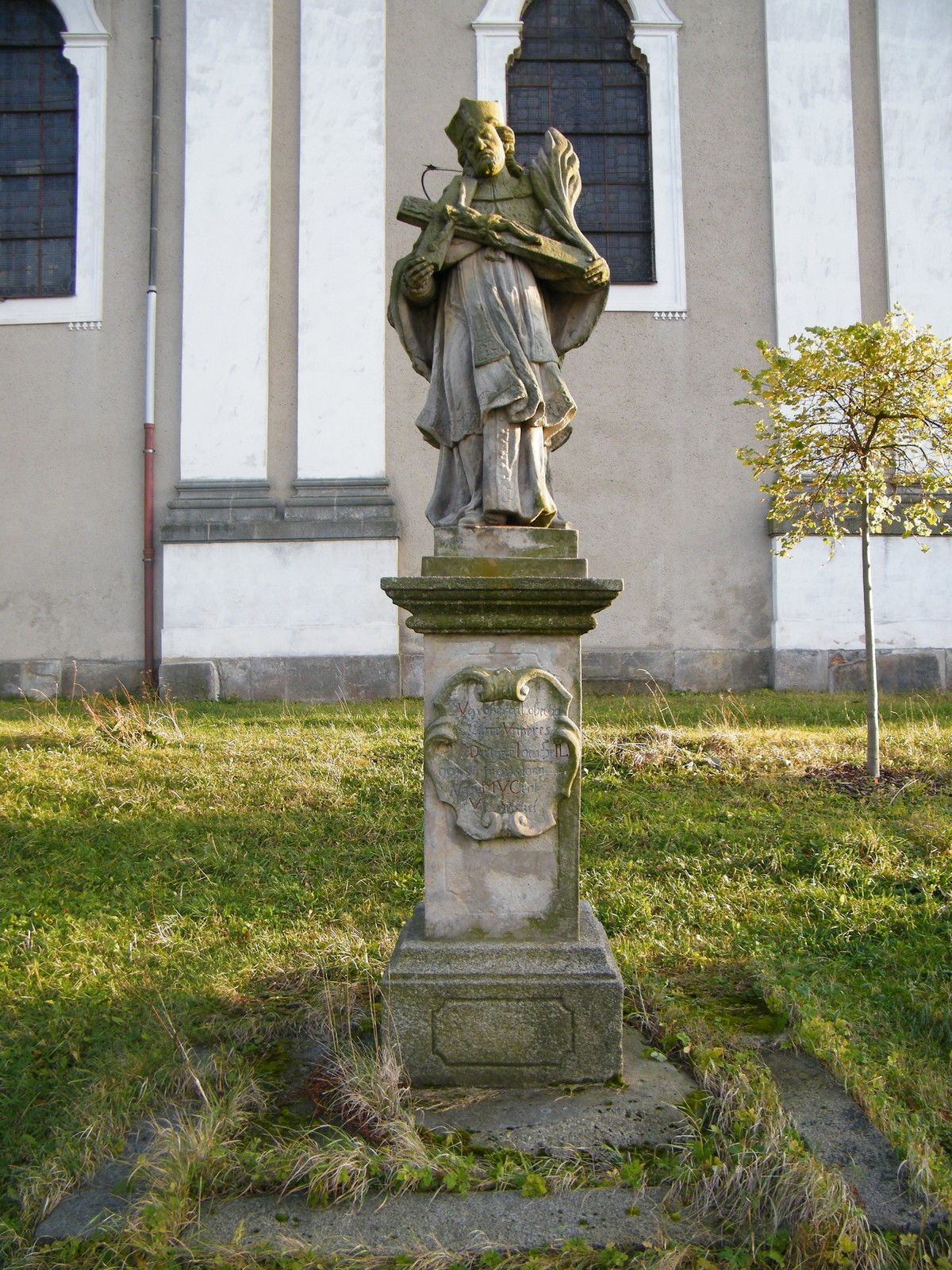
Svatý Jan Nepomucký
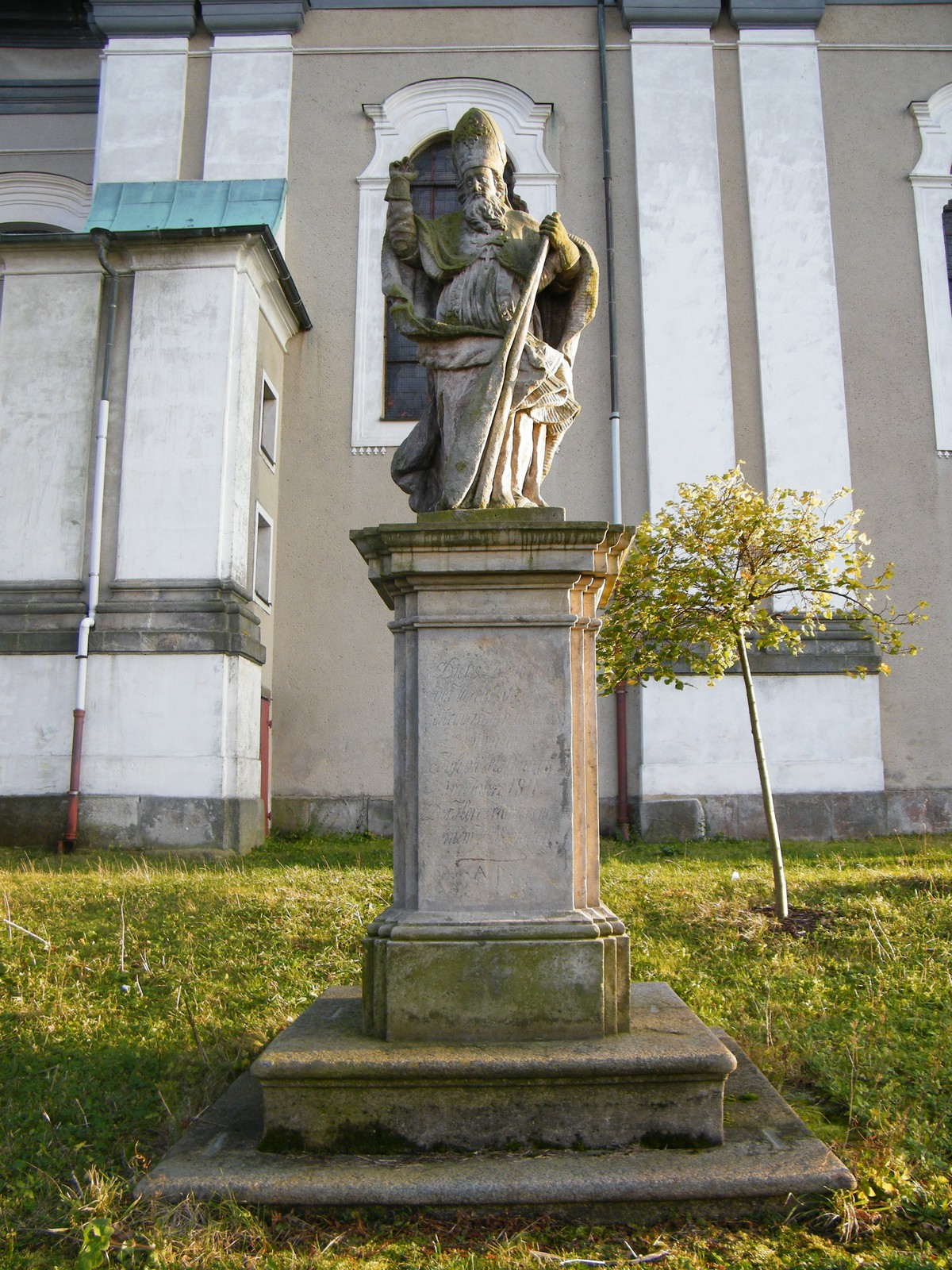
Svatý Vojtěch
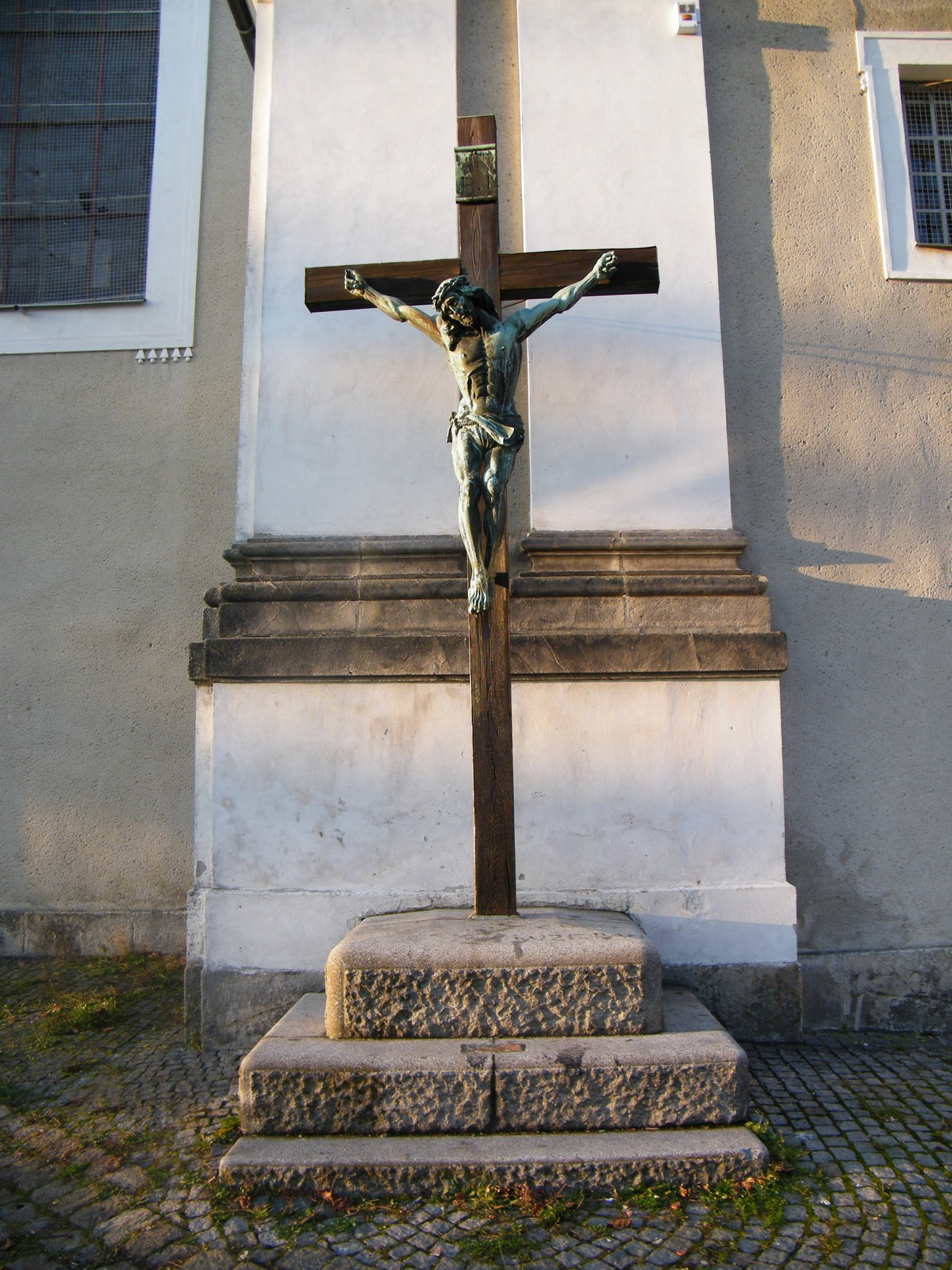
Misijní kříž
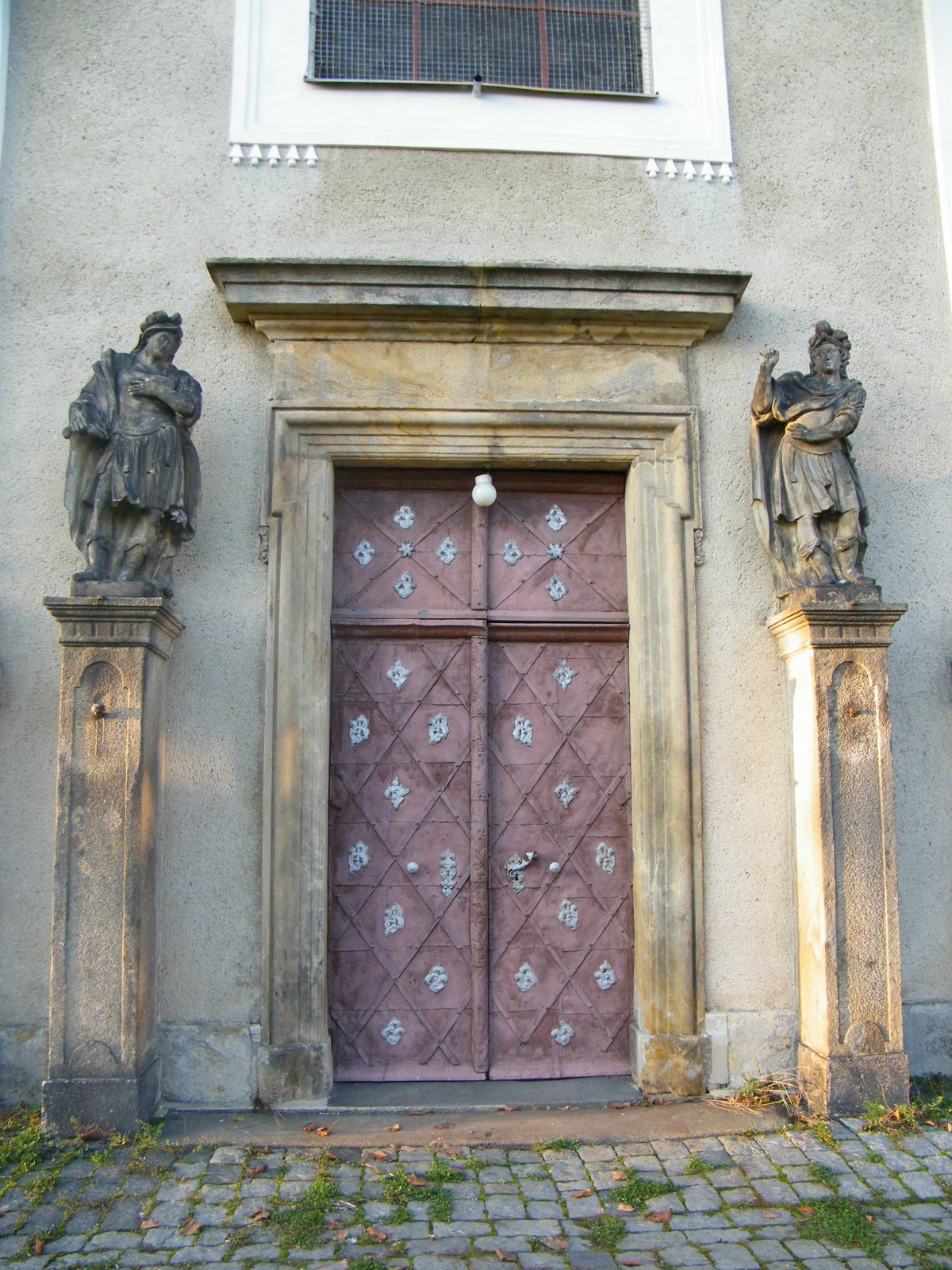
Hlavní vchod se sochami